# Formula Renault 2.0 NEC 2008
Formula Renault 2.0 Northern European Cup 2008 var ett race som dominerades totalt av den 19-årige finländaren Valtteri Bottas, som vann 12 av 14 race som han körde i (han missade en helg på grund av race i Formula Renault 2.0 Eurocup, en serie han också vann).

## Kalender
| Bana         | Segrare Race 1         | Segrare Race 2  |
| ------------ | ---------------------- | --------------- |
| Hockenheim   | Valtteri Bottas        | Valtteri Bottas |
| Zandvoort    | Valtteri Bottas        | Valtteri Bottas |
| Alastaro     | Valtteri Bottas        | Valtteri Bottas |
| Oschersleben | António Félix da Costa | Johan Jokinen   |
| Assen        | Valtteri Bottas        | Valtteri Bottas |
| Zolder       | Stef Dusseldorp        | Tobias Hegewald |
| Nürburgring  | Valtteri Bottas        | Valtteri Bottas |
| Spa          | Valtteri Bottas        | Valtteri Bottas |

## Slutställning
| Plats | Förare                 | Poäng |
| ----- | ---------------------- | ----- |
| 1     | Valtteri Bottas        | 365   |
| 2     | António Félix da Costa | 280   |
| 3     | Tobias Hegewald        | 260   |
| 4     | Johan Jokinen          | 225   |
| 5     | Stef Dusseldorp        | 224   |
| 6     | Kuba Giermaziak        | 206   |